# 태권동자 마루치 아라치
《태권동자 마루치 아라치》는 1977년에 제작된 대한민국의 애니메이션이다. 1974년초부터 방송된 문화방송의 어린이 라디오 연속극 《태권동자 마루치》를 토대로 만들었다.
‘마루치’와 ‘아라치’는 2004년 영화 아라한 장풍 대작전에서 다시 등장한다.

## 줄거리
양사범과 장선생은 등산 중 길을 잃고 마루치와 아라치를 발견한다. 둘은 어려서부터 산 속에서 할아버지에게 무술을 배우다가 할아버지가 파란 해골 13호에게 죽임을 당한 뒤로 단 둘이 살아가고 있었다. 마루치와 아라치는 서울로 가서 양사범에게 태권도를 배우게 된다. 이후 마루치는 세계 태권도 대회에 나갔다가 파란 해골이 보낸 자객에 의해 죽을뻔 하게 된다.
파란 해골 13호는 파란 해골단을 조직해 우주를 정복할 계획을 꾸미고 있다. 이들은 핵물리학자인 장동환 박사를 납치한다. 하지만 마루치와 아라치는 파란 해골단에 잠입해서 서로 힘을 합쳐 파란 해골을 물리치고 장박사를 구해낸다.

## 제작진
- 원작: 민병훈, 김진희, 민병권 (언급되지 않음)
- 제작: 김삼용
- 기획: 김일환
- 총지휘: 박용우
- 제작담당: 김방남
- 촬영감독: 조민철
- 촬영: 조복동
- 촬영보: 임철규
- 구성: 김일남
- 원화: 홍형선
- 동화: 성호경, 이효영 (이호영 명의), 한헌명, 김석상
- 선화: 백순례, 임효순
- 채화: 박일경, 노연숙, 이경숙, 이명숙, 신순옥, 이상희
- 배경: 오응환
- 배경보: 최재신
- 각본: 민병권
- 각색: 송길한
- 음악: 정민섭
- 효과: 손효신
- 편집: 김현
- 녹음: 이재웅 (한양스튜디오)
- 현상: 한국천연색상현상소
- 특수효과: 안태홍, 배상준
- 태권지도: 왕호체육관
- 지도사범: 유승선
- 감독: 임정규
- 제작·배급: 주식회사 삼도필림

## 같이 보기
- 전자인간 337
- 태권동자 마루치
- 로보트 태권브이
- 화이트 폭스